# GUITARFREAKS 2ndMIX & drummania
GUITARFREAKS 2ndMIX & drummania son entregas de la serie GITADORA (antiguamente conocida como GuitarFreaks & DrumMania) lanzados en el año 1999 por Bemani. GUITARFREAKS 2ndMIX tiene unas 12 canciones exclusivas, contando con las versiones link más sus doce canciones pertenecientes a su predecesor. Drummania empezó su debut con 12 canciones, mientras que ambos juegos tienen 11 canciones disponibles en modo sesión.
El nuevo Session mode (modo sesión) permite a ambas máquinas jugar competitivamente mediante conexión a internet. Se puede incluir un total de tres jugadores (dos guitarristas y un baterista).

## Características nuevas
Es la última entrega de GuitarFreaks en utilizar BEMANI System 573 Analog hardware para ejecutar el juego, al mismo tiempo de ser el primero en la serie en contar con ránkin de internet (Internet Ranking). Compositores tales como Hideyuki Ono, Yoshihiko Koezuka y Motoaki Furukawa hicieron su debut con estos juegos.

## Canciones nuevas
Las siguientes tablas muestra las nuevas canciones introducidas en el juego:
| Título                        | Artista                | BPM                    | Disponible en GuitarFreaks | Disponible en DrumMania |                        |
| Canciones Session mode        | Canciones Session mode | Canciones Session mode | Canciones Session mode     | Canciones Session mode  | Canciones Session mode |
| ----------------------------- | ---------------------- | ---------------------- | -------------------------- | ----------------------- | ---------------------- |
| Across the nightmare          | Jimmy Weckl            | 300                    | Sí                         | Sí                      |                        |
| Body Operation                | 古川もとあき           | 115                    | Sí                         | Sí                      |                        |
| Cutie pie                     | Toshio Sakurai         | 105                    | Sí                         | Sí                      |                        |
| Heaven is a '57 metallic gray | Sweet little 30's      | 190                    | Sí                         | Sí                      |                        |
| HOLIDAY                       | Jimmy Weckl            | 115                    | Sí                         | Sí                      |                        |
| I think about you             | Elizabeth Dobbs        | 117                    | Sí                         | Sí                      |                        |
| JET WORLD                     | 泉 陸奥彦              | 276                    | Sí                         | Sí                      |                        |
| MR.MACHINE                    | 泉 陸奥彦              | 195                    | Sí                         | Sí                      |                        |
| Ska Ska No.1                  | 小野秀幸               | 140                    | Sí                         | Sí                      |                        |
| THE ADVENTURES                | 泉 陸奥彦              | 180                    | Sí                         | Sí                      |                        |
| Ultimate power                | Vaccines               | 172                    | Sí                         | Sí                      |                        |

### Exclusivas de GuitarFreaks 2ndMIX
| Título                                       | Artista              | BPM                  |                      |                      |                      |
| Originales de Konami                         | Originales de Konami | Originales de Konami | Originales de Konami | Originales de Konami | Originales de Konami |
| -------------------------------------------- | -------------------- | -------------------- | -------------------- | -------------------- | -------------------- |
| AFICION                                      | Jimmy Weckl          | 104                  |                      |                      |                      |
| ESCAPE                                       | 泉 陸奥彦            | 230                  |                      |                      |                      |
| GO GO AGAIN                                  | Fu Fu's              | 120                  |                      |                      |                      |
| JUST JOEY                                    | Melodie Sexton       | 115                  |                      |                      |                      |
| KING G                                       | Dennis Gunn          | 100                  |                      |                      |                      |
| MAGIC MUSIC MAGIC                            | Melodie Sexton       | 165                  |                      |                      |                      |
| WANNA BE YOUR BOY                            | Dennis Gunn          | 166                  |                      |                      |                      |
| Canciones LINK Version                       |                      |                      |                      |                      |                      |
| ECLIPSE                                      | 泉 陸奥彦            | 132                  |                      |                      |                      |
| EVIL EYE provenientes de GUITARFREAKS        | 並木晃一             | 58                   |                      |                      |                      |
| MICKEY'S BOOGIE provenientes de GUITARFREAKS | 並木晃一             | 90                   |                      |                      |                      |
| Canciones LINK KIT 2 (マイギター対応ver.)    |                      |                      |                      |                      |                      |
| PRIMAL SOUL                                  | Mutsuhiko Izumi      | 124                  |                      |                      |                      |
| USED CARS                                    | Toshio Sakurai       | 165                  |                      |                      |                      |

### Exclusivas de drummania
| Crunchy nuts        | Atsuki                     | 130     |
| D.M."POWERFUL"MIX   | 桜井敏郎                   | 135-190 |
| Depend on me        | Thomas Howard Lichtenstein | 135     |
| Eyes of kids        | Thomas Howard Lichtenstein | 134     |
| Good times          | Elizabeth Dobbs            | 103     |
| Look at me          | Elizabeth Dobbs            | 120     |
| Onion man           | Jimmy Weckl                | 143     |
| River crossin'      | Shige Kawagoe              | 145     |
| Road for thunder    | Jimmy Weckl                | 207     |
| Sunny side street   | 肥塚良彦                   | 120     |
| Waza                | Jimmy Weckl                | 117     |
| When I dream of you | Elizabeth and Thomas       | 64      |

## Canciones antiguas
| Chicago Blue       | 泉 陸奥彦      | 85  |
| COOL JOE           | 泉 陸奥彦      | 92  |
| Cutie pie          | Toshio Sakurai | 105 |
| DRY MARTINI        | Atsuki         | 110 |
| FIRE               | 泉 陸奥彦      | 184 |
| Happy man          | 泉 陸奥彦      | 180 |
| HYPNOTICA          | Naoki Maeda    | 135 |
| JAZZY CAT          | Jimmy Weckl    | 94  |
| L.A. RIDER         | 泉 陸奥彦      | 172 |
| LUCKY? STAFF       | 泉 陸奥彦      | 237 |
| SHAKE IT UP        | 泉 陸奥彦      | 202 |
| THE ENDLESS SUMMER | 泉 陸奥彦      | 160 |